# コミュニケ (アルバム)
『コミュニケ』（Communiqué）は、イギリスのロック・バンド、ダイアー・ストレイツが1979年に発表した2作目のスタジオ・アルバム。

## 背景
ジェリー・ウェクスラーとバリー・ベケットが共同プロデュースした。なお、ウェクスラーはダイアー・ストレイツのデビュー当時、アシスタントのカリン・バーグから勧められたのを切っ掛けとして、ワーナー・ブラザース・レコードにバンドとの契約を進言した人物でもある。1978年12月にナッソーのコンパス・ポイント・スタジオでレコーディングされ、1979年1月にアメリカ合衆国アラバマ州のマッスル・ショールズ・サウンド・スタジオでミキシングが行われた。ウェクスラーは後年、本作のレコーディングを振り返り「ダイアー・ストレイツは、気を配って演奏すればイギリス人でもいかにファンキーになれるかを示した例だ」とコメントしている。
「翔んでる! レディ」は、マーク・ノップラーが見ていたテレビ番組に出演した作家マリナ・ワーナーにインスパイアされて作られた。

## 反響
全英アルバムチャートでは32週チャート圏内に入り、最高5位を記録。アメリカのBillboard 200では11位に達し、RIAAによってゴールドディスクに認定されている。
本作はヨーロッパで大ヒットし、スウェーデンのアルバム・チャートでは6回（12週）にわたり1位、ドイツのアルバム・チャートでは4週にわたり1位を獲得した。また、ノルウェーのアルバム・チャートでは15週連続でトップ5入りし、うち8週にわたり2位を記録。
本作からは「翔んでる! レディ」がシングル・カットされ、全英シングルチャートで51位、アメリカのBillboard Hot 100では45位に達した。

## 収録曲
全曲ともマーク・ノップラー作。
1. かつて西部で "Once Upon a Time in the West" – 5:25
2. ニュース "News" – 4:14
3. 行かないで "Where Do You Think You're Going?" – 3:49
4. コミュニケ "Communiqué" – 5:49
5. 翔んでる! レディ "Lady Writer" – 3:45
6. エンジェル・オブ・マーシー "Angel of Mercy" – 4:36
7. ポートベロの少女 "Portobello Belle" – 4:29
8. シングル・ハンデッド・セイラー "Single Handed Sailor" – 4:42
9. フォロー・ミー・ホーム "Follow Me Home" – 5:50

## 参加ミュージシャン
- マーク・ノップラー - ボーカル、ギター
- デヴィッド・ノップラー - リズムギター、バックグラウンド・ボーカル
- ジョン・イルズリー - ベース、バックグラウンド・ボーカル
- ピック・ウィザース - ドラムス